# چوب ارجنه
ارجنه، روستایی از توابع بخش کوهستانی شهرستان آرادان در استان سمنان ایران است.

## جمعیت
این روستا در دهستان گریت قرار دارد و براساس سرشماری مرکز آمار ایران در سال ۱۳۸۵، جمعیت آن ۳۴ نفر (۷خانوار) بوده‌است.